# Okres Saint-Maurice
Okres Saint-Maurice (francouzsky District de Saint-Maurice) je jedním z okresů kantonu Valais ve Švýcarsku. Jeho sídlem je Saint-Maurice.

## Poloha
Okres se rozkládá v západní (dolní) části kantonu, na konci údolí řeky Rhôny. Na jihozápadě sousedí s Francií.

## Seznam obcí
| Znak          | Název obce    | Počet obyvatel (31. 12. 2022) | Rozloha (km²) | Hustota zalidnění (obyv./km²) |
| ------------- | ------------- | ----------------------------- | ------------- | ----------------------------- |
| Collonges     | Collonges     | 843                           | 12,21         | 69                            |
| Dorénaz       | Dorénaz       | 1086                          | 12,58         | 86                            |
| Evionnaz      | Evionnaz      | 1416                          | 48,08         | 29                            |
| Finhaut       | Finhaut       | 363                           | 22,82         | 16                            |
| Massongex     | Massongex     | 1984                          | 6,64          | 299                           |
| Saint-Maurice | Saint-Maurice | 4540                          | 14,92         | 304                           |
| Salvan        | Salvan        | 1469                          | 53,46         | 27                            |
| Vernayaz      | Vernayaz      | 1812                          | 5,59          | 324                           |
| Vérossaz      | Vérossaz      | 866                           | 14,29         | 61                            |
| Celkem (9)    | Celkem (9)    | 14 379                        | 190,59        | 75                            |